# アイス・キューブ
アイス・キューブ（Ice Cube, 本名: オシェア・ジャクソン O'Shea Jackson, 1969年6月15日 - ）は、アメリカ合衆国カリフォルニア州ロサンゼルス生まれのラッパー、俳優、映画監督である。

## 来歴

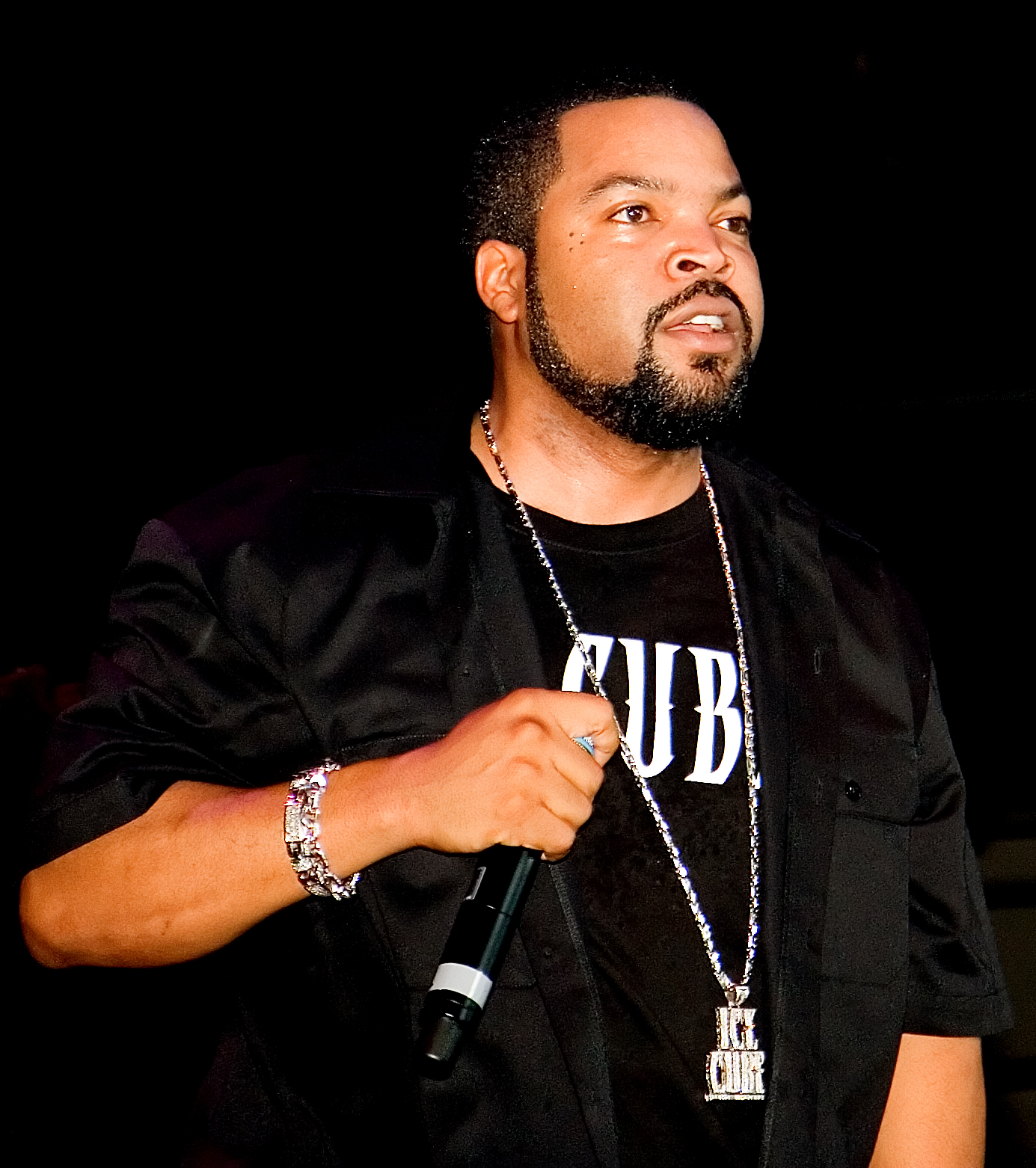
ライブでのアイス・キューブ（2006年）

彼は、元N.W.A. (Niggaz wit Attitude) のメンバーでもある。人種は、アフリカ系アメリカ人である。そのいかつい表情から、かつてはアクション映画への出演が多かったが、その後はコメディなどにも出演している。
また、アイス・キューブ基金を設立するなど、社会貢献も行っている。息子のオシェア・ジャクソン・Jrもラッパー・俳優であり、N.W.Aの伝記映画『ストレイト・アウタ・コンプトン』（2015年）で父アイス・キューブ役を演じた。
彼は病院事務員件管理人のドリスと、機械工でUCLAのグラウンドキーパーのホセア・ジャクソンの間に生まれた。
彼には、殺害された異母妹がいた。
ウィリアムタフト高等学校在学中、ヒップ・ホップに大きな関心を抱きラップの作詞を始め、フェニックス工科大学建築学部に進むが、中退している。
1986年にN.W.A.（Niggaz Wit Attitude）のメンバーとしてデビュー。1988年からアルバム「ストレイタ・アウト・コンプトン」が大ヒットしている。
しかし、1989年に金銭問題などから独立してソロアーティストに転向。
1990年にソロ初となるアルバム『AmeriKKKa's Most Wanted』を発売。1993年にはシングル「イット・ワズ・ア・グッド・デイ」がポップ・チャートでもヒットした。
1991年には『ボーイズ'ン・ザ・フッド』に出演して映画界にも進出する。
1994年にコモンの「I Used To Love Her」の歌詞に異を唱え、以後彼とビーフが勃発した（現在は和解）。
1998年に初監督・主演作品となる『ザ・プレイヤーズ』を公開した。
2006年6月6日に6年振りとなるアルバム『Laugh Now, Cry Later』を発売。

## ディスコグラフィ

### アルバム
- AmeriKKKa's Most Wanted（1990年）
- Kill at Will（1991年）
- Death Certificate（1991年）
- The Predator（1992年）
- Lethal Injection（1993年）
- War & Peace - Volume 1 (The War Disc)（1998年）
- War & Peace - Volume 2 (The Peace Disc)（2000年）
- Laugh Now, Cry Later（2006年）
- Raw Footage (2008年)
- I AM THE WEST (2010年)
- Everythang's Corrupt (2018年)

## 主な出演作品

### 映画
| 公開年 | 邦題 原題                                                    | 役名                         | 備考                                                    | 吹き替え                                      |
| ------ | ------------------------------------------------------------ | ---------------------------- | ------------------------------------------------------- | --------------------------------------------- |
| 1991   | ボーイズ'ン・ザ・フッド Boyz'n The Hood                      | ダグボーイ                   |                                                         | 安西正弘                                      |
| 1992   | トレスパス Trespass                                          | サヴォン                     |                                                         | 大友龍三郎（VHS版）                           |
| 1993   | CB4                                                          | 本人                         | 日本劇場未公開                                          |                                               |
| 1994   | グラス・シールド The Glass Shield                            | テディ・ウッズ               |                                                         |                                               |
| 1995   | ハイヤー・ラーニング Higher Learning                         | ファッジ                     |                                                         |                                               |
| 1995   | friday Friday                                                | クレイグ・ジョーンズ         | 出演・製作総指揮・脚本                                  |                                               |
| 1996   | デンジャラス・グラウンド Dangerous Ground                    | Vusi Madlazi                 | 出演・製作総指揮 日本劇場未公開                         |                                               |
| 1997   | アナコンダ Anaconda                                          | ダニー・リッチ               |                                                         | 小杉十郎太（ソフト版） 辻親八（テレビ朝日版） |
| 1998   | ザ・プレイヤーズ The Players Club                            | レジー                       | 監督・製作総指揮・脚本・出演 日本劇場未公開             |                                               |
| 1999   | スリー・キングス Three Kings                                 | チーフ・エルジン             |                                                         | 天田益男（ソフト版） 星野充昭（フジテレビ版） |
| 2000   | ネクスト friday Next Friday                                  | クレイグ・ジョーンズ         | 出演・製作総指揮・キャラクター創造・脚本 日本劇場未公開 |                                               |
| 2001   | ゴースト・オブ・マーズ Ghosts Of Mars                        | デゾレーション・ウイリアムズ |                                                         | 塩屋浩三                                      |
| 2002   | グッドボーイズ All About The Benjamins                       | バッカム・ジャクソン         | 出演・製作・脚本                                        |                                               |
| 2002   | バーバーショップ Barbershop                                  | カルヴィン・パルマー         | 出演・音楽 日本劇場未公開                               | 楠大典                                        |
| 2002   | ザ・ウエストサイド The Westside                              | -                            | ドキュメンタリー                                        |                                               |
| 2004   | トルク Torque                                                | トレイ・ウォレス             |                                                         | 楠大典                                        |
| 2004   | バーバーショップ2 グッド! Barbershop 2: Back In Business     | カルヴィン・パルマー         | 出演・製作総指揮 日本劇場未公開                         | 楠大典                                        |
| 2005   | ボクらのママに近づくな! Are We There Yet?                    | ニック・パーソンズ           | 出演・製作 日本劇場未公開                               | 高木渉                                        |
| 2005   | トリプルX ネクスト・レベル xXx: State Of The Union           | トリプルX/ダリアス・ストーン | 日本劇場未公開                                          | 落合弘治（ソフト版） 東地宏樹（テレビ朝日版） |
| 2005   | ビューティー・ショップ Beauty Shop                           | -                            | 製作総指揮 日本劇場未公開                               |                                               |
| 2008   | 悪党(ワル)にもラブソングを! First Sunday                     | デュレル                     | 出演・製作 日本劇場未公開                               | 乃村健次                                      |
| 2008   | 奇跡のロングショット The Longshots                           | カーティス                   | 出演・製作 日本劇場未公開                               | 遠藤純一                                      |
| 2011   | ランパート 汚れた刑事 Rampart                                | カイル・ティムキンズ         | 日本劇場未公開                                          | TBA                                           |
| 2012   | 21ジャンプストリート 21 Jump Street                          | ディクソン警部               | 日本劇場未公開                                          | 白熊寛嗣                                      |
| 2014   | ライド・アロング〜相棒見習い〜 Ride Along                    | ジェームズ・ペイトン         | 出演・製作 日本劇場未公開                               | 乃村健次                                      |
| 2014   | 22ジャンプストリート 22 Jump Street                          | ディクソン警部               | 日本劇場未公開                                          | 白熊寛嗣                                      |
| 2014   | ブック・オブ・ライフ 〜マノロの数奇な冒険〜 The Book of Life | キャンドル・メイカー         | 声の出演                                                |                                               |
| 2015   | ストレイト・アウタ・コンプトン Straight Outta Compton        | N/A                          | 製作                                                    | N/A                                           |
| 2016   | ブラザー・ミッション -ライド・アロング2- Ride Along 2        | ジェームズ・ペイトン         | 出演・製作 日本劇場未公開                               | 乃村健次                                      |
| 2016   | バーバーショップ3 リニューアル! Barbershop3:The Next cut     | カルヴィン・パルマー         | 日本劇場未公開                                          | 楠大典                                        |
| 2017   | トリプルX:再起動 xXx: Return of Xander Cage                  | ダリアス・ストーン           |                                                         | 落合弘治                                      |
| 2017   | フィストファイト Fist Fight                                  | ロン・ストリックランド       | 出演・製作総指揮 日本劇場未公開                         | （吹き替え版なし）                            |
| 2020   | ネクスト・ドリーム/ふたりで叶える夢 The High Note            | ジャック・ロバートソン       |                                                         | 間宮康弘                                      |
| 2025   | ウォー・オブ・ザ・ワールド War of the Worlds                 | ウィル・ラッドフォード       |                                                         | （吹き替え版なし）                            |

## 書籍
- ソーレン・ベイカー『ギャングスター・ラップの歴史 スクーリー・Dからケンドリック・ラマーまで』塚田桂子訳・解説、DU BOOKS、2019年9月。